# Liste des pays lanceurs de satellites

Carte des projets de lancements satellites :
Rouge : pays capables d'un lancement satellites
Orange : Membres de l'organisation intergouvernementale ESA, qui a lancé des satellites
Vert : Lancement de satellites en développement ou prévu
Bleu : lancement de satellites sans succès et abandonné

Voici la liste des pays ayant lancé un satellite avec leur propre lanceur, ces pays sont définis comme puissances spatiales :
1. Union soviétique, le 4 octobre 1957 avec le lancement de Spoutnik-1, par un lanceur Spoutnik[note 1].
2. États-Unis, le 1er février 1958 avec le lancement du satellite Explorer 1.
3. France, le 26 novembre 1965 avec le lanceur Diamant, depuis la base de lancement de Hammaguir en Algérie, qui lance Astérix.
4. Japon, le 11 février 1970 grâce au lanceur à poudre Lambda, qui envoya le satellite Osumi
5. Chine, le 24 avril 1970 avec un lanceur Longue Marche 1, qui lança Dong Fang Hong 1
6. Royaume-Uni, le 28 octobre 1971 lors du lancement du satellite Prospero X-3, depuis la base de lancement de Woomera en Australie, avec son lanceur Black Arrow
7. Inde, le 18 juillet 1980 avec le lancement du Rohini avec son Satellite Launch Vehicle
8. Israël, le 19 septembre 1988 avec le lancement du satellite Ofek-1 sur son lanceur Shavit
9. Iran, le 2 février 2009 avec le lancement du satellite Omid par un lanceur Safir
10. Corée du Nord, le 12 décembre 2012 avec le lancement du satellite Kwangmyŏngsŏng 3 numéro 2 avec son lanceur Unha 3.
11. Corée du Sud, le 30 janvier 2013 avec le lancement du satellite STSAT-2C avec son lanceur KSLV-1.

À cela, on peut ajouter :
- L'Union européenne[note 2], le 24 décembre 1979 avec le lanceur Ariane 1, de l'Agence spatiale européenne, en plaçant sur orbite son premier satellite CAT-1 (en), depuis la base de lancement au Centre spatial guyanais (CSG), à Kourou en Guyane française.